# Гвардис, Александр Петрович
Алекса́ндр Петро́вич Гва́рдис (род. 2 марта 1965, Калининград) — российский футбольный арбитр, в прошлом футболист.

## Карьера
Выступал на позиции защитника. Играл за «Рефтранфлот» (Калининград). Частный предприниматель. Судейскую карьеру начал в 1994 году. Судил футбольные матчи Всемирных юношеских игр 1998 года в Москве. Матчи высшего дивизиона судит с 2000 года. Арбитр ФИФА с 2003 года. Судил матчи отборочных этапов Лиги чемпионов УЕФА и Кубка УЕФА. В 2007 году вошёл в пятёрку лучших арбитров по версии КФА.
19 апреля 2009 года прошёл матч чемпионата России по футболу между «Зенитом» и «Локомотивом». Он окончился ничьей (1:1), но «Зенит» нарушил лимит легионеров: в течение четырёх минут на поле было семь легионеров. Контрольно-дисциплинарный комитет российского футбольного союза оставил результат матча в силе, но предложил изменить регламент. 24 апреля 2009 года регламент был изменён, при этом арбитры матча во главе с Гвардисом были отстранены контрольно-дисциплинарным комитетом от судейства на первый круг розыгрыша Премьер-Лиги. В знак их поддержки в седьмом туре Премьер-Лиги чемпионата России по футболу судьи решили выходить на поле в майках с надписью «Мы вместе».
С 2011 года по 2014 год являлся генеральным директором ФК «Балтика» (Калининград). С 2017 года - председатель Калининградской областной федерации футбола.
В настоящее время — инспектор на матчах Премьер лиги, вице-президент МРО «Северо-Запад».